# Borek (Havlíčkův Brod-i járás)
Borek település Csehországban, a Havlíčkův Brod-i járásban. Borek Běstvina, Uhelná Příbram, Kraborovice és Jeřišno településekkel határos. Lakosainak száma 121 fő (2024. január 1.).

## Népesség
A település lakosságának változását az alábbi diagram mutatja:
| Lakosok száma | 392  | 386  | 398  | 304  | 167  | 143  | 125  | 123  | 124  | 121  |
|               | 1869 | 1890 | 1921 | 1950 | 1980 | 2001 | 2017 | 2019 | 2022 | 2024 |